# Johan van den Mynnesten
Johan van den Mynnesten (Schüttorf, 1425 - Zwolle, 1504) was een Duits-Nederlands schilder en graveur. Hij is ook wel bekend als de Meester van Zwolle of Joannes Schuttorpe.
- Biografisch Portaal: 08078797
- RKD-Nederlands Instituut voor Kunstgeschiedenis: 111974
- Union List of Artist Names: 500012818
- Virtual International Authority File: 95759267